# Bentley Speed 8
O Bentley Speed 8 foi um carro de corrida desenvolvido pela Bentley Motors Limited para a categoria de competição de esporte-protótipos LMGTP. Em sua primeira versão denominado EXP Speed 8 que estreou em 2001, o Speed 8 foi uma evolução técnica que estreou nas 24 Horas de Le Mans de 2003, tendo obtido uma vitória geral na prova com os pilotos Tom Kristensen, Rinaldo Capello e Guy Smith .

## Características
O Speed 8 era equipado com o mesmo motor do Audi R8, 3,6 litros V8 turbo , e uma caixa de seis velocidades desenvolvida pela Xtrac.  Peter Elleray foi o designer encarregado pelo projeto do Speed 8.

## História
Para 2003, a Bentley decidiu que exigiria uma análise concorrencial, a fim de se preparar para uma vitória total em Le Mans. 
Voltando a Le Mans  a Bentley largou na pole position . Os dois carros foram capazes de liderar quase todo o evento, com a entrada do Bentley Speed 8 # 7 à frente do # 8, que teve problemas elétricos durante a corrida. Depois de 377 voltas, o Bentley Speed 8 #7 recebeu a bandeira quadriculada, seguido pelo Bentley Speed 8 #8. 